# گودلوو
گودلوو (به لاتین: Godlewo) یک روستا در لهستان است که در گمینا گرایوو واقع شده‌است.